# Egensekloster
Egensekloster er en gammel klosterhovedgård i Mou Sogn mellem Mou og Egense ved Limfjorden. Den nævnes første gang i 1400, som en gård under Mariager Kloster. Gården lå tidligere i Fleskum Herred, Aalborg Amt, Sejlflod Kommune.
Egensekloster Gods er på 232,8 hektar

## Ejere af Egensekloster
- (1400-1536) Mariager Kloster
- (1536-1661) Kronen
- (1661-1680) Ove Gjeddes Arvinger
- (1680-1706) Jens Lassen
- (1706-1726) Christian Jensen Lassen
- (1726-1727) Enke Fru Lassen
- (1727-1729) Thøger Christiansen Lassen
- (1729-1738) Erik Lauritzen Wraae / Hans Lauritzen Wraae
- (1738-1748) Erik Lauritzen Wraae
- (1748-1781) Peder Lassen
- (1781-1803) Enke Fru Lassen
- (1803-1813) Johan Michael de Neergaard
- (1813-1815) Peder Østergaard
- (1815-1816) Enke Fru Østergaard
- (1816-1826) Knud Linde
- (1826-1830) Peter Johansen de Neergaard
- (1830-1840) Christian Mørck
- (1840-1844) C. F. Branth
- (1844-1847) M. Larsen
- (1847-1853) Hertz
- (1853-1865) H. C. Grønbeck
- (1865) Horsens Sparekasse
- (1865-1896) Hans Gustav Grüner
- (1896-1934) V. J. N. Sønnichsen
- (1934-1935) V. J. N. Sønnichsens dødsbo
- (1935-1937) A. Bruun
- (1937-1960) Ole Klingenberg
- (1960-1961) Enke Fru Klingenberg
- (1961-2000) Hans Ole Klingenberg
- (2000-2007) Boet Efter Hans Ole Klingenberg
- (2007-) Hans Klingenberg / Kasper Klingenberg